# マウリツィオ・ディ・サヴォイア (1593-1657)

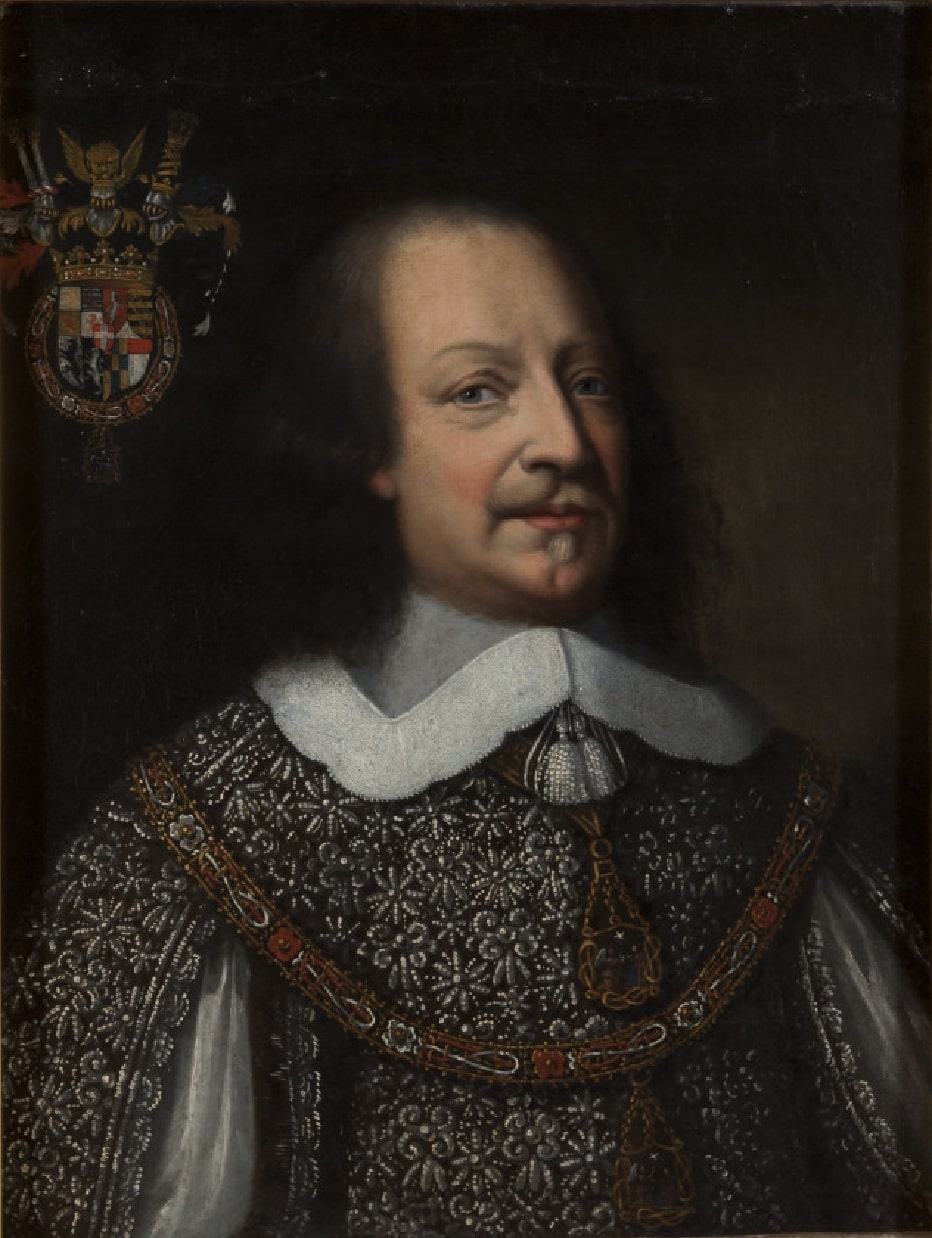
還俗後のオネーリア公マウリツィオ、エスプリ・グランジャン（Esprit Grandjean）画、ラッコニージ城蔵

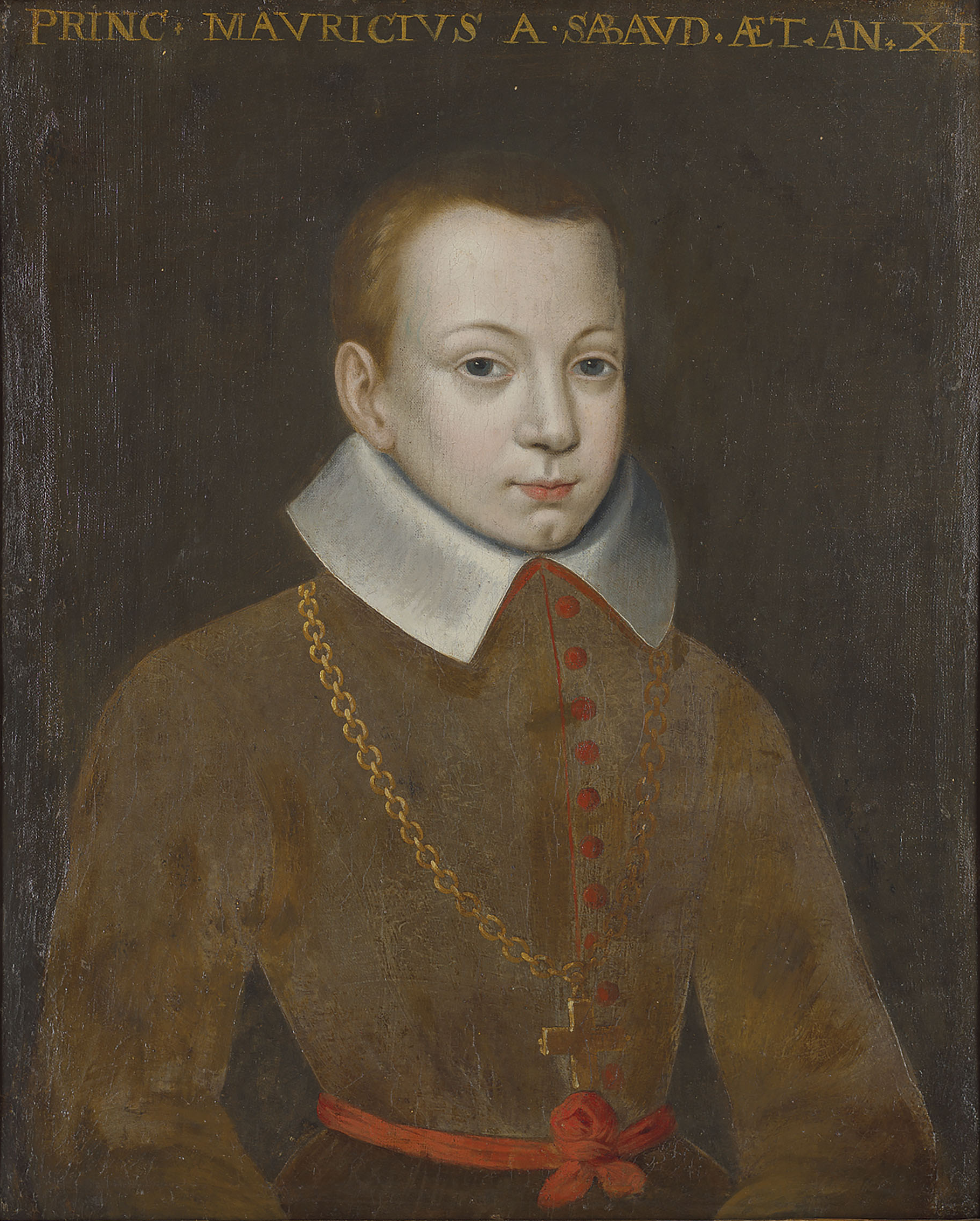
少年期のマウリツィオ、ヤン・クラーク画

マウリツィオ・ディ・サヴォイア（Maurizio di Savoia, 1593年1月10日 トリノ - 1657年10月4日 トリノ）は、イタリアの諸侯サヴォイア家の公子、ローマ・カトリック教会の枢機卿。後にオネーリア公爵。
サヴォイア公カルロ・エマヌエーレ1世とその妻でスペイン王フェリペ2世の娘であるカタリーナ・ミカエラの間の第6子・四男としてトリノ宮殿に生まれた。
聖職者の道を歩むよう定められ、1607年には13歳で形式的に枢機卿の待遇を与えられ、1621年正式にサンタ・マリーア・デッラ・スカラ教会を名義聖堂とする助祭枢機卿に任命された。シャブレー山塊にあるドルプ修道院、アボンダンス修道院の院長を兼ねた。また、1626年にはローマに文芸学院アカデミア・デイ・デジオージ（Accademia dei Desiosi）を創設した。
1637年に兄の公爵ヴィットーリオ・アメデーオ1世が亡くなると、その未亡人クリスティーヌ・ド・フランスが幼い息子の摂政として実権を握ることに対し、弟のカリニャーノ公トンマーゾと一緒になって反対した。義弟と義姉の対立はピエモンテ内戦に発展するが、1642年に両者は和解した。講和の一環として、1642年マウリツィオは還俗し、オネーリア公爵位及びベルツェツィオ侯爵位を与えられ、同年8月28日にクリスティーヌの長女で実の姪にあたるルイーザ・クリスティーナと結婚した。
総督としてニースの統治を任されていたが、1657年トリノの自邸ヴィラ・デッラ・レジーナで死去した。妻との間に子がおらず、遺産はすべて妻が継承した。